# Juràssic
| ⇦ MESOZOIC ⇨ |          |                              |
| Eó           | Era      | Període                      |
| Fanerozoic   | Mesozoic | Cretaci (~ 145,0 Ma)         |
| Fanerozoic   | Mesozoic | Juràssic (201,3 ± 0,2 Ma)    |
| Fanerozoic   | Mesozoic | Triàsic (251,902 ± 0,024 Ma) |

El Juràssic és el període geològic que començà fa 201,3 ± 0,2 milions d'anys i s'acabà fa ~ 145,0 milions d'anys. Igual que passa amb altres períodes geològics, els estrats rocosos que el delimiten estan ben definits, però les dates encara presenten una incertesa d'aproximadament 5 Ma. El Juràssic és el període intermedi de l'era Mesozoica, també coneguda com a «edat dels dinosaures». L'inici del període és marcat per l'extinció del Triàsic-Juràssic.
El nom «Juràssic» fou encunyat per Alexandre Brongniart en referència als extensos afloraments de calcària marina de la serralada del Jura, a la regió on conflueixen Alemanya, França i Suïssa.

## Divisions
| Període                                                          | Sèrie    | Estage       | Edat (Ma)   |
| ---------------------------------------------------------------- | -------- | ------------ | ----------- |
| Cretaci                                                          | Inferior | Berriasià    | més recent  |
| Juràssic                                                         | Superior | Titonià      | 145,5-150,8 |
| Juràssic                                                         | Superior | Kimmeridgià  | 150,8-155,7 |
| Juràssic                                                         | Superior | Oxfordià     | 155,7-161,2 |
| Juràssic                                                         | Mitjà    | Cal·lovià    | 161,2-164,7 |
| Juràssic                                                         | Mitjà    | Bathonià     | 164,7-167,7 |
| Juràssic                                                         | Mitjà    | Bajocià      | 167,7-171,6 |
| Juràssic                                                         | Mitjà    | Aalenià      | 171,6-175,6 |
| Juràssic                                                         | Inferior | Toarcià      | 175,6-183,0 |
| Juràssic                                                         | Inferior | Pliensbaquià | 183,0-189,6 |
| Juràssic                                                         | Inferior | Sinemurià    | 199,3 ± 0,3 |
| Juràssic                                                         | Inferior | Hettangià    | 201,3 ± 0,2 |
| Triàsic                                                          | Superior | Retià        | més antic   |
| Subdivisió del sistema Juràssic segons IUGS, el juliol del 2009. |          |              |             |

El Juràssic es divideix normalment en Inferior, Mitjà i Superior, també conegudes com a «Lias», «Dogger» i «Malm». Els estatges faunístics, ordenats de més recent a més antic són:
| Juràssic superior |                                            |
| Titonià           | (150,8 ± 4,0 – 145,5 ± 4,0 milions d'anys  |
| Kimmeridgià       | (155,7 ± 4,0 – 150,8 ± 4,0 milions d'anys) |
| Oxfordià          | (161,2 ± 4,0 – 155,7 ± 4,0 milions d'anys) |
| Juràssic mitjà    |                                            |
| Cal·lovià         | (164,7 ± 4,0 – 161,2 ± 4,0 milions d'anys) |
| Bathonià          | (167,7 ± 3,5 – 164,7 ± 4,0 milions d'anys) |
| Bajocià           | (171,6 ± 3,0 – 167,7 ± 3,5 milions d'anys) |
| Aalenià           | (175,6 ± 2,0 – 171,6 ± 3,0 milions d'anys) |
| Juràssic inferior |                                            |
| Toarcià           | (183,0 ± 1,5 – 175,6 ± 2,0 milions d'anys) |
| Pliensbaquià      | (189,6 ± 1,5 – 183,0 ± 1,5 milions d'anys) |
| Sinemurià         | (196,5 ± 1,0 – 189,6 ± 1,5 milions d'anys) |
| Hettangià         | (199,6 ± 0,6 – 196,5 ± 1,0 milions d'anys) |

## Paleogeografia
El supercontinent de Pangea es dividí en Nord-amèrica, Euràsia i Gondwana durant el Juràssic inferior. L'oceà Atlàntic i el mar de Tetis primitius encara eren relativament estrets. El continent meridional, Gondwana, començà a fragmentar-se cap al Juràssic superior. El clima era càlid i sense indicis de glaciació. Igual que en el Triàsic, sembla que no hi havia ni una massa terrestre a prop dels pols ni casquets polars extensos. El registre geològic del Juràssic està ben exposat a l'oest d'Europa, on se'n troben seqüències marines al llarg de les costes. El mar Sundance, un mar epicontinental, cobria part de les planes del nord dels Estats Units i el Canadà. Molts dels jaciments juràssics de Nord-amèrica són continentals. També hi ha jaciments juràssics importants a Rússia, l'Índia, Sud-amèrica, el Japó, Australàsia i el Regne Unit.

## Clima i vegetació
El Juràssic es caracteritza per tenir un clima humit. Les condicions càlides arribaven fins i tot a les zones polars. Pel que fa a la vegetació, s'han trobat restes de coníferes de varietats subtropicals.

## Animals
Els organismes marins més avançats del Juràssic eren peixos i rèptils marins. Aquests últims incloïen els ictiosaures, plesiosaures i cocodrils marins de les famílies dels teleosàurids i metriorrínquids.
El món dels invertebrats veié l'aparició de diversos grups nous, com ara:
- foraminífers i calpionèl·lids planctònics de gran importància estratigràfica
- rudists, una varietat de bivalves formadora d'esculls
- belemnites
- braquiòpodes terebratúlids i rinquonèlids

Els ammonits (cefalòpodes amb closca) eren particularment comuns i diversos, amb un total de 62 biozones.
A terra ferma, els rèptils arcosaures mantingueren el seu domini. Grans dinosaures herbívors (sauròpodes) s'alimentaven de canyes, falgueres i ciques i eren presa dels grans teròpodes (ceratosaure, al·losaure o megalosaure). Durant el Juràssic superior evolucionar els primers ocells primitius a partir de petits dinosaures del grup dels celurosaures. En canvi, els dinosaures ornitisquis] perderen importància, tot i que alguns, com ara l'estegosaure i els petits ornitòpodes, ocuparen nínxols clau com a herbívors petits, mitjans o grossos (tot i que no tant com els sauròpodes). A l'aire, els pterosaures esdevingueren comuns i ocuparen molts nínxols ecològics que actualment corresponen als ocells.